# Josef Hora

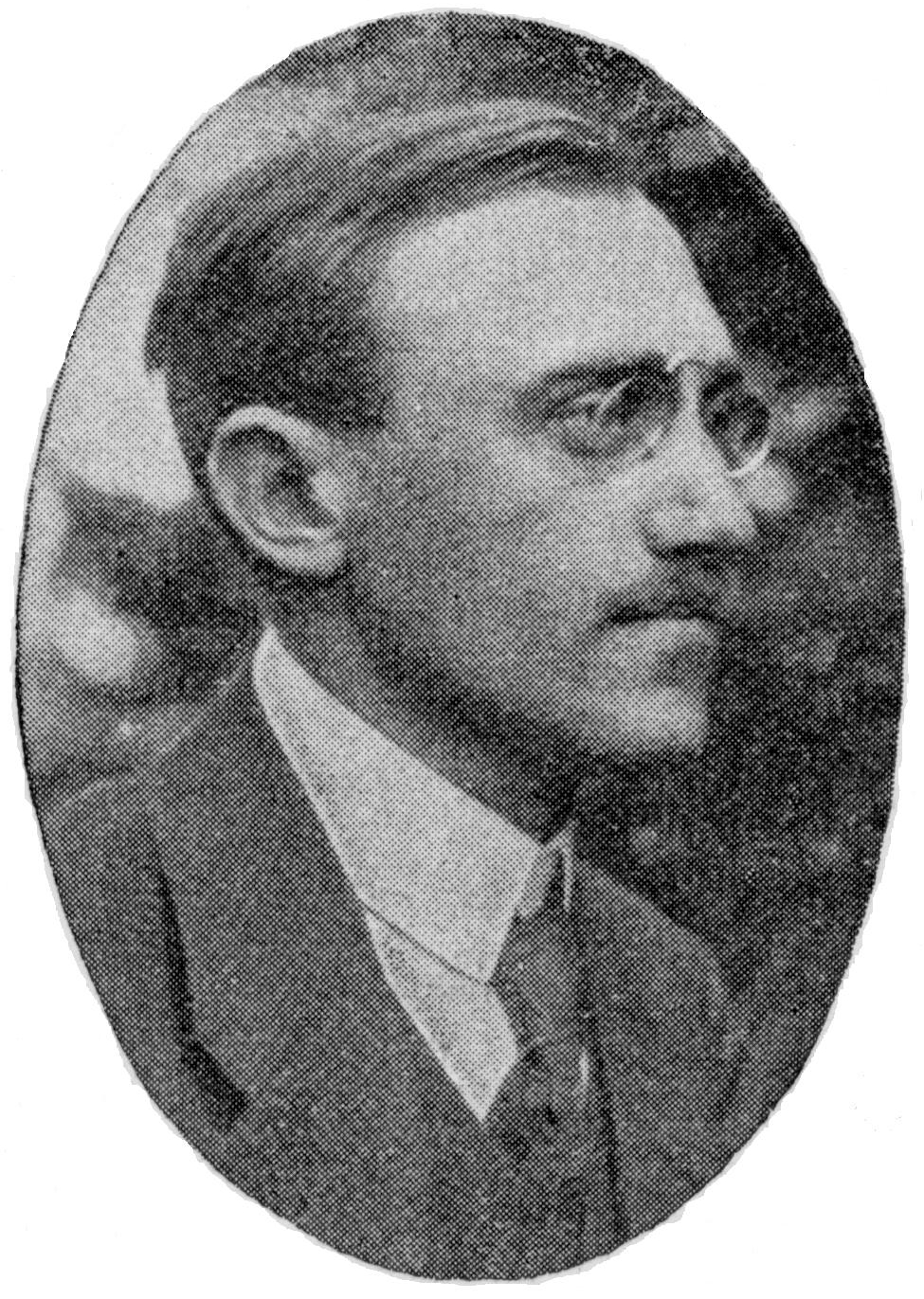
Josef Hora

Josef Hora (* 8. Juli 1891 in Dobříň bei Roudnice nad Labem; † 21. Juni 1945) war ein tschechischer Dichter, Übersetzer und Literaturkritiker. Posthum erhielt er den Ehrentitel eines tschechischen Nationalkünstlers.

## Leben
Nach seinem Abitur 1902 verließ er Roudnice und studierte in Prag Recht und Journalismus. Währenddessen schrieb er Gedichte, die in der Zeitschrift Vesna veröffentlicht wurden.
Als Journalist schrieb er zunächst für sozialdemokratische Zeitungen und ab 1921 Kulturbeiträge für die Zeitung Das Rote Recht (Rudé právo), sowie für die Proletarierzeitung Das Recht des Volkes (Právo lidu). Als Unterzeichner des kritischen Manifests der Sieben wurde er im März 1929 aus der kommunistischen Partei ausgeschlossen. Danach arbeitete er als Redakteur für Das Böhmische Wort (České slovo). Weitere Beiträge veröffentlichte er in der Zeitschrift Moderní Revue, Glocke (Zvon), Podřipan und verlegte später seine eigene Zeitschrift Plán. Als Publizist verlegte er eine Reihe von Monografien. Sein Schaffen wurde auch durch Reisen nach Italien, in die Sowjetunion, nach Frankreich, Ungarn, Estland und Slowenien beeinflusst.
Der Arbeiter war zwar für Hora der Träger des Klassenkampfhasses, aber durch seinen Kollektivismus auch Träger einer neuen Art des Humanismus. Die „proletarische Poesie“ in seinen Gedichten ist teilweise der Jiří Wolkers ähnlich, nur schrieb Hora keine Balladen, sondern Lyrik. Neben seinen Gedichten erschienen auch Romane, die jedoch das Niveau seiner Gedichte nicht erreichten.
In den 1930er Jahren machte sich Hora auch als Übersetzer einen Namen. Er begann bei Gedichten der russischen Autoren Sergei Jessenin und Boris Pasternak, ging dann zu Alexander Puschkins Werken über und übertrug schließlich Werke deutscher Autoren, darunter Goethe, Schiller und Nietzsche, ins Tschechische,
Während seiner letzten fünf Lebensjahre, etwa seit Beginn des Zweiten Weltkrieges, war Hora schwer krank, so dass er sich aus der Öffentlichkeit zurückzog und nichts mehr veröffentlichte. Er gab das Schreiben jedoch nicht gänzlich auf, und nach seinem Tod wurden drei weitere Bücher von ihm veröffentlicht.
Einen Tag nach seinem Ableben wurde Hora posthum zu einem tschechischen Nationalkünstler ernannt, ein Titel, der zuvor nur an noch lebende Personen vergeben worden war. Trotz seines Bruchs mit dem Stalinismus genoss Hora auch während der Herrschaft der Kommunisten großes Ansehen, die ihn als einen der Ihren einordneten.

## Werke

### Erstlingswerke der Poesie
- Gedichte (Básně) – 1915, Gedichtesammlung, beeinflusst durch den Poetismus von Jaroslav Vrchlický und Antonín Sova. Betonung der Veränderlichkeit, Vielzahl der Ereignisse, die alle ein Bild entstehen lassen.
- Baum in Blüten (Strom v květu) – 1920, Gedichte, vital-impressionistischen Charakters unter dem Einfluss der Dynamik der zwanziger Jahre.

### Proletarische Poesie
- Der werktätige Tag (Pracující den) – 1920, seine erste Sammlung proletarischer Poesie. Diese Gedichte sind jedoch nicht revolutionär und agitativ, sie machen eher nachdenklich. Beschrieben werden Schicksale von Arbeitern.
- Madonna der Arbeiter (Dělnická madona) – ein typisches Beispiel seiner Arbeiterpoesie aus der Sammlung „Pracující den“. Die Wohnung des Arbeiters erinnert Hora an Bethlehem, aber das Kind, welches geboren wird, lässt sich nicht kreuzigen, sondern beginnt den Kampf um eine bessere Welt.
- Das Herz und das Getümmel der Welt (Srdce a vřava světa, 1922)
- Der stürmische Frühling (Bouřlivé jaro, 1923)
- Aus dem politischen Heiligtum (Z politické svatyně, 1924) – politische Satire

### Nachproletarische Poesie
- Italien (Itálie) – 1925, hier setzt sich die Lyrik durch, es fehlen zwar keine sozialen Motive, sie treten jedoch in den Hintergrund. Hora bewundert die Schönheiten Italiens, die er so auf seiner Reise erlebte. Oft werden auch Vergleiche mit seiner Heimat gezogen.
- Saiten im Wind (Struny ve větru) – 1927, auch hier überwiegt die Lyrik, er bekennt sich zu seiner Liebe zu Russland und V. I. Lenin. Beides wird stark idealisiert.
- Zeit (Čas) – Gedanken über den Lauf der Zeit.
- Das Buch der Zeit und Stille (Kniha času a ticha) – eine Sammlung von ähnlichen Themen, die sich mit der Zeit beschäftigen.
- Zehn Jahre (Deset let, 1929)
- Deine Stimme (Tvůj hlas) – 1930
- Sinkende Schatten (Tonoucí stíny) – 1933
- Zwei Minuten der Stille (Dvě minuty ticha) – 1934
- Stille Botschaft (Tiché poselství) – 1936
- Máchasche Variationen (Máchovské variace) – 1936, Antifaschistische Sammlung. Er wählte Mácha als Symbol der Revolution und der Unnachgiebigkeit. Der Mensch darf sich nicht dem Druck der Situation beugen, sondern aktiv gegen diese angehen. So lebt er nach seinem Tod weiter.
- Heimat (Domov) – 1938, Ein Epos an Böhmen und seine glorreiche Geschichte, mit der Überzeugung, dass das Volk ewig besteht.
- Gesang des Heimatlandes (Zpěv rodné zemi) – Wieder beschäftigt er sich mit böhmischer Geschichte und sieht Krieg und Leid, die jedoch die Nation übersteht.
- Jan Houslista – 1939, nach dem Krieg herausgegebene Allegorie.
- Aschenputtels Garten (Zahrada Popelčina, 1940; aus zwei Sammlungen bestehend: Rekviem + Popelka přebírá hrách)- subjektivistisch, der kranke Dichter schöpft aus dem inneren Leben.
- Das Leben und Werk des Dichters Aneli (Život a dílo básníka Aneliho) – 1945, während des Krieges geschrieben.
- Notizen der Krankheit (Zápisky z nemoci) – 1945, er beschreibt seine Gefühle, resultierend aus seiner Krankheit und dem Alter.
- Strom (Proud, 1946)

### Romane
- Sozialistische Hoffnung (Socialistická naděje) – 1922, mit diesem Buch gesteht der Autor seine Zugehörigkeit zur linken Partei.
- Das Hungerjahr (Hladový rok) – 1926, Roman mit Kriegsthema
- Atem auf dem Glas (Dech na skle) – 1938, Roman mit Kriegsthema

### Übersetzungen
- Alexander Sergejewitsch Puschkin – Eugen Onegin (1937)
- Michail Jurjewitsch Lermontow – Démon (1939)
- Sergei Alexandrowitsch Jessenin – Von Russland und Revolution (O Rusku a revoluci, 1926), Ein anderes Land (Jiná země, 1927)
- Boris Leonidowitsch Pasternak – Lyrika (1935)
- Sammlung slawischer Poesie (Kniha slovanské poesie, 1951)
- Anthologie deutscher Poesie (Z německé poesie, 1954)
- Ivan Mažuranić -– Smrt Smail-agy Čengiće (1947)